# Aéroport international de Charm el-Cheikh
L'aéroport international de Charm el-Cheikh (en arabe مطار شرم الشيخ الدولي Maṭār Sharm al-Shaykh al-Dawliyy) (code IATA : SSH • code OACI : HESH), anciennement nommé aéroport international Ophira est un aéroport égyptien situé à Charm el-Cheikh.

## Situation
| \| 100 km1:14 084 000 \| Abou Simbel Taba Sohag Marsa · Alam Louxor Hurghada El-Arich El Nouzha Charm el-Cheikh Le Caire Borg El Arab Assouan Assiout Marsa Matruh |
| 100 km1:14 084 000 |

## Histoire
Ouvert le 14 mai 1968, l'aéroport était à l'origine une base de l'armée de l'air israélienne et permettait aussi la desserte de la colonie d'Ofira, puis est passé sous l'autorité égyptienne après les accords de Camp David.

### Trafic passager
Le graphique qui aurait dû être présenté ici ne peut pas être affiché car il utilise l'ancienne extension Graph, désactivée pour des questions de sécurité. Des indications pour créer un nouveau graphique avec la nouvelle extension Chart sont disponibles ici.

Voir la requête brute et les sources sur Wikidata.

## Compagnies et destinations
| Compagnies                  | Destinations |
| --------------------------- | --- |
| Air Arabia Egypt            | Borg El Arab, Beyrouth-Rafic Hariri, Hurghada En saison charter : Bergame-Orio al Serio |
| Air Cairo                   | Bari-Karol Wojtyła, Copenhague-Kastrup, Düsseldorf, Katowice-Pyrzowice, Milan-Malpensa, Naples-Capodichino, Rome Léonard-de-Vinci/Fiumicino, Tbilissi-C. Roustavéli, Varsovie-Chopin, Erevan-Zvarnots, Tachkent En saison : Billund, Francfort, Prague-Václav-Havel |
| Air Moldova                 | En saison charter : Chișinău |
| AlMasria Universal Airlines | En saison : Le Caire En saison charter : Ancône-Falconara, Bari-Karol Wojtyła, Beyrouth-Rafic Hariri, Milan-Malpensa, Naples-Capodichino, Rome Léonard-de-Vinci/Fiumicino, Vérone - Villafranca                                                                     |
| Belavia                     | En saison charter : Minsk |
| Blue Panorama Airlines      | En saison charter : Bologne-Borgo Panigale, Vérone - Villafranca |
| Danish Air Transport        | En saison charter : Billund, Copenhague-Kastrup |
| EgyptAir                    | Borg El Arab, Le Caire En saison charter : Bergame-Orio al Serio, Naples-Capodichino, Alger-Houari-Boumédiène, Erevan-Zvarnots |
| EasyJet                     | En saison : Berlin-Brandebourg, Birmingham, Lyon-Saint-Exupéry, (débute le 28 octobre 2025) Paris-Charles de Gaulle |
| EgyptAir Express            | Borg El Arab, Le Caire, Hurghada, Koweït En saison : Djeddah - Roi-Abdelaziz, Riyad-roi Khaled |
| FlyEgypt                    | En saison charter : Beyrouth-Rafic Hariri, Berlin-Brandebourg, Düsseldorf, Francfort, Leipzig/Halle, Nuremberg-A. Dürer, Stuttgart |
| Flynas                      | Djeddah - Roi-Abdelaziz, Riyad-roi Khaled |
| Gulf Air                    | Manama-Bahreïn |
| Holiday Europe              | Berlin-Brandebourg |
| Iraqi Airways               | En saison charter : Bagdad |
| Jazeera Airways             | En saison : Koweït |
| Jordan Aviation             | En saison : Amman-Reine-Alia |
| Kuwait Airways              | En saison : Koweït |
| Middle East Airlines        | En saison charter : Beyrouth-Rafic Hariri |
| Nile Air                    | Le Caire |
| Neos                        | Milan-Malpensa En saison : Bologne-Borgo Panigale, Vérone - Villafranca |
| Pegasus Airlines            | Istanbul-S. Gökçen |
| Qatar Airways               | Doha-Hamad |
| Royal Jordanian             | En saison charter : Amman-Reine-Alia |
| Saudia                      | Djeddah - Roi-Abdelaziz, Riyad-roi Khaled |
| SCAT Airlines               | En saison charter : Aktioubé, Almaty |
| SmartLynx Airlines          | En saison charter : Riga |
| Smartlynx Airlines Estonia  | En saison charter : Tallinn |
| Smartwings Hungary          | En saison charter : Budapest-Ferenc Liszt |
| Smartwings Poland           | En saison charter : Katowice-Pyrzowice, Varsovie-Chopin |
| TUI fly Belgium             | Bruxelles-National, Charleroi Bruxelles-Sud, Ostende-Bruges |
| TUI fly Netherlands         | Amsterdam En saison : Eindhoven |
| Turkish Airlines            | Istanbul |
| Wings of Lebanon            | En saison charter : Beyrouth-Rafic Hariri |

Édité le 06/07/2018

## Terminaux

### Terminal 1
Le deuxième terminal de l'aéroport, paradoxalement nommé Terminal 1, a été inauguré le 23 mai 2007, pouvant accueillir 6 millions de passagers par an. Il comporte deux niveaux pour une surface totale de 43 000 m2 et 40 comptoirs d'enregistrement, permettant de recevoir de nombreux vols commerciaux et de charters.
Le terminal comporte deux portes domestiques et six portes internationales. Le terminal est constitué de trois bâtiments : deux halls circulaires reliés en leurs milieux par un espace nommé le Bateau, qui sert de zone de correspondance, de contrôle des passeports, de zone duty free, de salons VIP et des cafés et des restaurants.

### Terminal 2
Même s'il se nomme Terminal 2, il était jusqu'en 2007 le seul terminal de l'aéroport. Cependant, il a bénéficié d’une modernisation complète depuis 2004 et a une capacité de 2.5 millions de passagers par an. La plupart des compagnies ont transféré leurs activités dans le nouveau terminal 1 depuis 2007, à l'exception notable d'Air Cairo.

## Développements futurs

### Terminal 3
En 2008, l'Egyptian Airports Holding Company a annoncé son intention de construire un troisième terminal. En juillet 2009, l'Egyptian Holding Company for Airports and Air Navigation (EHCAAN) a signé un contrat avec le bureau d'architecture et d'étude espagnol Prointec pour construire ce terminal. Il permettra de doubler la capacité de l'aéroport de 7,5 à 15 millions de passagers annuels. Le coût pour la construction est estimé à 350 millions de dollars. La construction de ce terminal devait être achevée fin 2012.
Une nouvelle piste d’atterrissage devrait accompagner la construction du troisième terminal. 
Ce projet a été relancé en 2015 pour un début de construction en 2016.

## Trafic
En 2007, l'aéroport a accueilli 6 424 851 passagers (soit un trafic en augmentation de 27 % par rapport à 2006), ce qui fait de lui le second plus grand aéroport d'Égypte après l'aéroport international du Caire. En 2011, l'aéroport a accueilli 5 476 388 passagers (-37,0 % par rapport à 2010)